# Pierre Legoux
Pour les articles homonymes, voir Legoux.
Pierre Charles Alexis Legoux (Boulogne-Billancourt, 12 avril 1908 - Clamart, 18 juin 2000), ingénieur au Corps des mines, est un géologue français, membre de l'Académie des sciences d'outremer.

## Biographie
Né à Boulogne-sur-Seine le 12 avril 1908 de son père Charles Legoux, pharmacien, et de sa mère Denise Maître, Pierre Legoux sort diplômé de l'École polytechnique en 1927 puis de l'École des Mines de Paris en 1932.
Le 6 octobre 1932, avant son engagement en Afrique, il épouse Yvonne Pézeril, née au Chili où son père, ingénieur de l'École centrale, construit un chemin de fer. Il aura d'elle dix enfants.
Son premier engagement militaire à la sortie de l'École des Mines se fait à Dakar au Sénégal comme adjoint au chef du service des Mines. Pendant la guerre de 1939-45, il est nommé chef du service des Mines à Brazzaville au Congo et effectue une mission minière en Nouvelle-Calédonie avant d'être affecté en 1944 à la première Division Française Libre créée par le Général de Gaulle avec le grade de lieutenant.
A la sortie de la guerre, il est nommé chef du service des Mines au Ministère des Colonies (devenu ensuite Ministère de la France d'Outre-Mer) chargé du développement des mines des pays d'outre-mer. En 1953, il quitte le ministère pour prendre le poste d'Administrateur directeur général de la Compagnie minière de Conakry en Guinée. En 1960, il est nommé Directeur de l'École des Mines d'Alès avant de remonter à Paris en 1970 pour prendre le poste de Président de la Section juridique du Conseil Général des Mines jusqu'à sa retraite en 1978.
Professeur de géologie minière à l'École de la Métallurgie et des Mines de Nancy entre 1948 et 1960, il entre comme membre actif de l'Académie des Sciences coloniales (devenue Académie des sciences d'outre-mer) en 1948 dont il présidera la section des sciences naturelles jusqu'en 1998.
Il décède le 18 juin 2000 à Clamart.